# キングスマンシリーズ
『キングスマン』（Kingsman）シリーズは、架空の諜報組織「キングスマン」の活躍を描いたアクション・コメディ映画で構成される、イギリス・アメリカの映画シリーズ。2012年にマーベル・コミックから発売された、マーク・ミラーとデイヴ・ギボンズによる同名のコミックを原作とする、この映画シリーズは、商業的にも批評的にも成功を収めている。
ジェーン・ゴールドマンと共同執筆した脚本をマシュー・ヴォーンが監督した『キングスマン』が2015年2月に公開された。本作にはコリン・ファースとタロン・エガートンが出演した。続編となる『キングスマン:ゴールデン・サークル』が2017年9月に公開された。2021年12月には、前日譚『キングスマン:ファースト・エージェント』が公開された。
この映画シリーズは、第3作『Kingsman: The Blue Blood』、そしてスピンオフ作品『Statesman』の製作が進められている。また、テレビ番組にも進出し、現在開発中の8時間のリミテッド・シリーズが放送される予定。また、2012年以降、映画の翻案作品が出版されたり、数多くの『キングスマン』のビデオゲームが発売されている。

## 原点
『キングスマン』の映画フランチャイズは、2012年のコミック『The Secret Service』から始まった同名のコミックシリーズに基づいている。2つの続編『The Big Exit』と『The Red Diamond』がそれぞれ2017年と2018年に続いた。このシリーズは当初、『The Secret Service』として知られていたが、映画1作目の『キングスマン』の公開後にブランド名を変更した。このシリーズは、マーク・ミラーとデイヴ・ギボンズによって制作された。ミラーのシェアード・ユニバース、ミラーバース（Millarworld）が舞台となっている。

## 映画
| 映画                                                          | 公開日                        | 監督               | 脚本家                                    | ストーリー                                | プロデューサー                                                                 | 配給                                          |
| オリジナルシリーズ                                            | オリジナルシリーズ            | オリジナルシリーズ | オリジナルシリーズ                        | オリジナルシリーズ                        | オリジナルシリーズ                                                             | オリジナルシリーズ                            |
| ------------------------------------------------------------- | ----------------------------- | ------------------ | ----------------------------------------- | ----------------------------------------- | ------------------------------------------------------------------------------ | --------------------------------------------- |
| キングスマン Kingsman: The Secret Service                     | 2015年2月13日 2015年9月11日   | マシュー・ヴォーン | マシュー・ヴォーン ジェーン・ゴールドマン | マシュー・ヴォーン ジェーン・ゴールドマン | マシュー・ヴォーン デビッド・リード アダム・ボーリング                         | 20世紀フォックス KADOKAWA                     |
| キングスマン:ゴールデン・サークル Kingsman: The Golden Circle | 2017年9月22日 2018年1月5日    | マシュー・ヴォーン | マシュー・ヴォーン ジェーン・ゴールドマン | マシュー・ヴォーン ジェーン・ゴールドマン | マシュー・ヴォーン デビッド・リード アダム・ボーリング                         | 20世紀フォックス                              |
| Kingsman: The Blue Blood                                      | 未公表                        | マシュー・ヴォーン | 未公表                                    | マシュー・ヴォーン ジェーン・ゴールドマン | マシュー・ヴォーン ジェーン・ゴールドマン                                      | 未公表                                        |
| 前日譚シリーズ                                                |                               |                    |                                           |                                           |                                                                                |                                               |
| キングスマン:ファースト・エージェント The King's Man          | 2021年12月22日 2021年12月24日 | マシュー・ヴォーン | マシュー・ヴォーン カール・ガイダシェク   | マシュー・ヴォーン                        | マシュー・ヴォーン、デビッド・リード、アダム・ボーリング                       | 20世紀スタジオ ウォルト・ディズニー・ジャパン |
| The King's Man: The Traitor King                              | TBA                           | マシュー・ヴォーン | TBA                                       | マシュー・ヴォーン                        | マシュー・ヴォーン                                                             | TBA                                           |
| Statesman                                                     | TBA                           | TBA                | TBA                                       | TBA                                       | TBA                                                                            | TBA                                           |
| スピンオフ                                                    |                               |                    |                                           |                                           |                                                                                |                                               |
| ARGYLLE/アーガイル Argylle                                    | 2024年2月2日 2024年3月1日     | マシュー・ヴォーン | ジェイソン・フックス                      | マシュー・ヴォーン                        | マシュー・ヴォーン、デビッド・リード、アダム・ボーリング、ジェイソン・フックス | ユニバーサル・ピクチャーズ 東宝東和           |

## 短編映画

### アーチャー（2017）
2017年7月20日、フォックスは、エグジーとスターリング・アーチャーが登場する、『キングスマン』と『アーチャー』のクロスオーバー短編アニメーション『#TBT: That Time Archer Met Kingsman』を公開した。この短編は、2017年のコミコンの『キングスマン: ゴールデン・サークル』パネルでお披露目された。タロン・エガートンとH・ジョン・ベンジャミンは、それぞれエグジー・アンウィンとスターリング・アーチャー役を再演している。

## テレビシリーズ
2018年6月、新しい映画スタジオを発表した際、ヴォーンは8話の『キングスマン』テレビシリーズが初期開発中であることを明らかにした。

## 反応
| 映画                              | 公開日        | 公開日        | 興行収入     | 興行収入     | 興行収入     | 興行成績 | 興行成績 | 製作費       | Ref(s) |
| 映画                              | 米国          | 日本          | 北米         | その他の地域 | 世界的に     | 北米     | 全世界   | 製作費       | Ref(s) |
| --------------------------------- | ------------- | ------------- | ------------ | ------------ | ------------ | -------- | -------- | ------------ | ------ |
| キングスマン                      | 2015年2月13日 | 2015年9月11日 | $128,261,724 | $286,089,822 | $414,351,546 | 450      | 254      | $81,000,000  | [ 2 ]  |
| キングスマン:ゴールデン・サークル | 2017年9月22日 | 2018年1月5日  | $100,234,838 | $310,667,824 | $410,902,662 | 699      | 260      | $104,000,000 | [ 3 ]  |
| 合計                              | 合計          | 合計          | $228,496,562 | $596,757,646 | $825,254,208 |          |          | $185,000,000 | [ 4 ]  |

| 映画                              | Rotten Tomatoes         | Metacritic           | CinemaScore |
| --------------------------------- | ----------------------- | -------------------- | ----------- |
| キングスマン                      | 74％（258件のレビュー） | 60（50レビュー）     | B +         |
| キングスマン:ゴールデン・サークル | 51％（304件のレビュー） | 44（44件のレビュー） | B +         |

## 音楽
| 題名                                                         | 米国のリリース日 | 長さ    | 作曲家                                      | レーベル                 |
| ------------------------------------------------------------ | ---------------- | ------- | ------------------------------------------- | ------------------------ |
| Kingsman: The Secret Service – Original Motion Picture Score | 2015年1月30日    | 57:27   | ヘンリー・ジャックマン マシュー・マージソン | ラ＝ラ・ランド           |
| Kingsman: The Golden Circle – Original Motion Picture Score  | 2017年9月22日    | 1:16:00 | ヘンリー・ジャックマン マシュー・マージソン | フォックス・ミュージック |